# Lepidozamia peroffskyana
Lepidozamia peroffskyana là một loài thực vật hạt trần trong họ Zamiaceae. Loài này được Regel mô tả khoa học đầu tiên năm 1857.